# Paulo Vitor Fernandes Pereira
Paulo Vitor Fernandes Pereira (n. Río de Janeiro, Brasil; 24 de junio de 1999) es un futbolista brasileño que juega como extremo por cualquiera de las dos bandas a pesar de ser diestro. Su actual equipo es el Cruzeiro E.C. del Campeonato Brasileño de Serie A.

## Trayectoria
Es un futbolista formado en las categorías inferiores del Club de Regatas Vasco da Gama e internacional con las categorías inferiores de Brasil. Con apenas 18 años, durante la temporada 2017/18 fue un habitual en la 'canarinha' y debutó con su club de formación en la Primera división brasileña, disputando dos partidos de Copa Libertadores y participando en la Copa Sudamericana.
En agosto de 2018, llega cedido al Albacete Balompié de Segunda División de España por una temporada con opción de compra procedente del Club de Regatas Vasco da Gama, siendo su primera experiencia profesional fuera de su país.
De enero a junio de 2019 jugó como cedido en el Marbella Fútbol Club. La temporada 2019-20 también la jugó en el equipo andaluz pero ya como jugador en propiedad.
El 2 de octubre se anunció su traspaso por 3 temporadas por el Real Valladolid C.F. Promesas de Segunda División B de España.
El 16 de julio de 2022 tras no tener sitio en el primer equipo castellano y leonés fue cedido con opción de compra al Rio Ave F.C. de la Primeira Liga de Portugal.
El 1 de julio de 2023 se hizo oficial la rescisión de contrato con el equipo pucelano.
El 4 de julio de 2023 fichó por 2 temporadas por el Cruzeiro E.C. de Brasil, club del que es propietario Ronaldo igual que de su anterior equipo.

## Clubes
Actualizado a 11 de junio de 2023.
| Club                               | País          | Año             | PJ  | PJ | Asistencias |
| ---------------------------------- | ------------- | --------------- | --- | -- | ----------- |
| Club de Regatas Vasco da Gama      | Brasil        | 2017-2018       | 18  | 1  | 0           |
| Albacete Balompié (cedido)         | España        | 2018-2019       | 2   | 0  | 0           |
| Marbella Fútbol Club (cedido 2019) | España        | 2019-2020       | 31  | 4  | 0           |
| Real Valladolid C.F. Promesas      | España        | 2020-2022       | 51  | 9  | 0           |
| Real Valladolid C.F.               | España        | 2022-2023       | 0   | 0  | 0           |
| Rio Ave F.C. (cedido)              | Portugal      | 2022-2023       | 25  | 1  | 1           |
| Cruzeiro E.C.                      | Brasil        | 2023-Actualidad |     |    |             |
| Total carrera                      | Total carrera | Total carrera   | 130 | 15 | 6           |